# Ber Borochov
Dov Ber Borochov (em russo:  Бер Борохов, em iídiche:  בער באָראָכאָװ, Zolotonosha, Oblast de Poltava, Ucrânia, 3 de julho de 1881 – Kiev, Ucrânia, 17 de dezembro de 1917) foi um dos pais do Sionismo Socialista, um dos fundadores do partido  Poale Zion (Trabalhadores de Sião) e um de seus líderes. Iniciou o estabelecimento dos Legião Judaica, um programa que foi realizado por Zeev Jabotinsky e  Joseph Trumpeldor. O batalhão que foi formado incluiu soldados judeus que lutaram no Exército Britânico na Primeira Guerra Mundial. Ele também foi um pioneiro no estudo do iídiche.
A teoria de Borochov (apelidada de "Borochovismo" e oficialmente "Nossa Plataforma") foi baseada na Segunda Revolução Industrial, que suprimiu a pequena indústria. Essa repressão, paralelamente ao antissemitismo, causou emigração judeus da Rússia para a Europa e o continente América, principalmente para Estados Unidos e Argentina. Junto com os judeus, outros membros de nações também imigraram. Como resultado, a emigração em massa geral espalhou a "questão judaica" em todo o mundo. Trabalhadores Judeus trabalhavam para capitalistas judeus, que não conseguiam lidar com fábricas maiores e mais avançadas. Trabalhadores judeus foram empurrados para fora das grandes fábricas devido ao antissemitismo, competição e salários de fome. Assim, de acordo com Borochov, os judeus deveriam estar em um lugar pouco atraente para outros imigrantes por causa de seu atraso econômico. Este lugar é Terra de Israel.

## Biografia

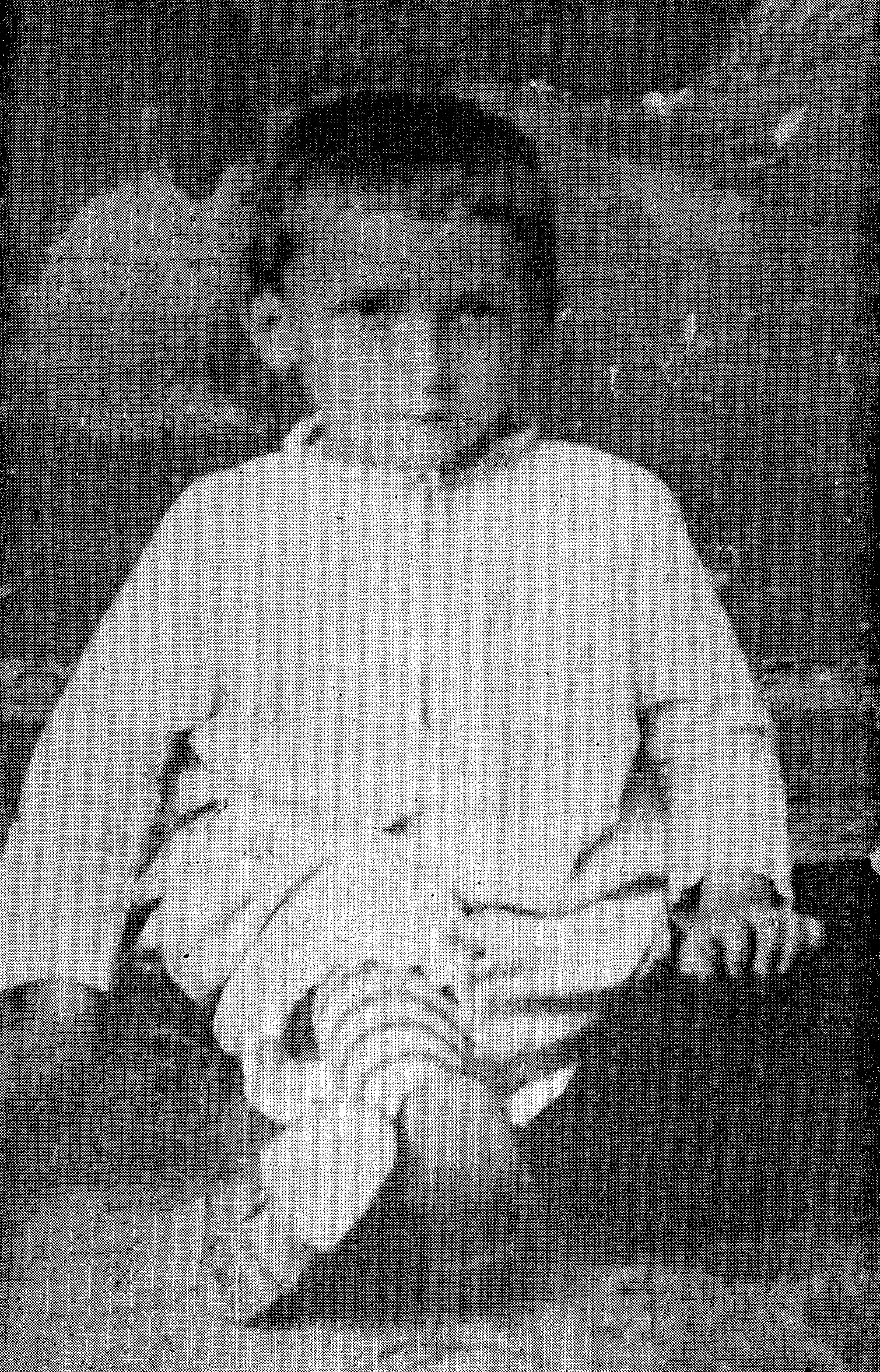
Ber Borochov aos três anos de idade, 1884

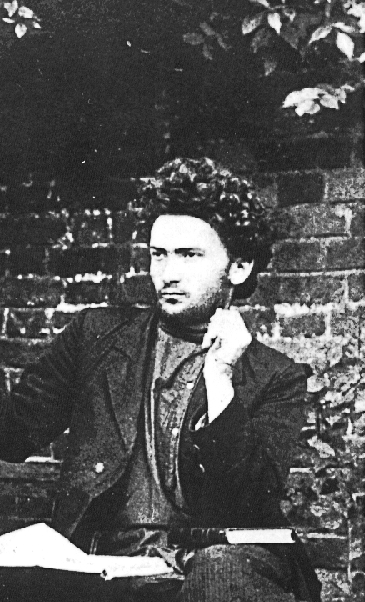
Ber Borochov aos 19 anos com os escritos de Immanuel Kant, Poltava, 1900

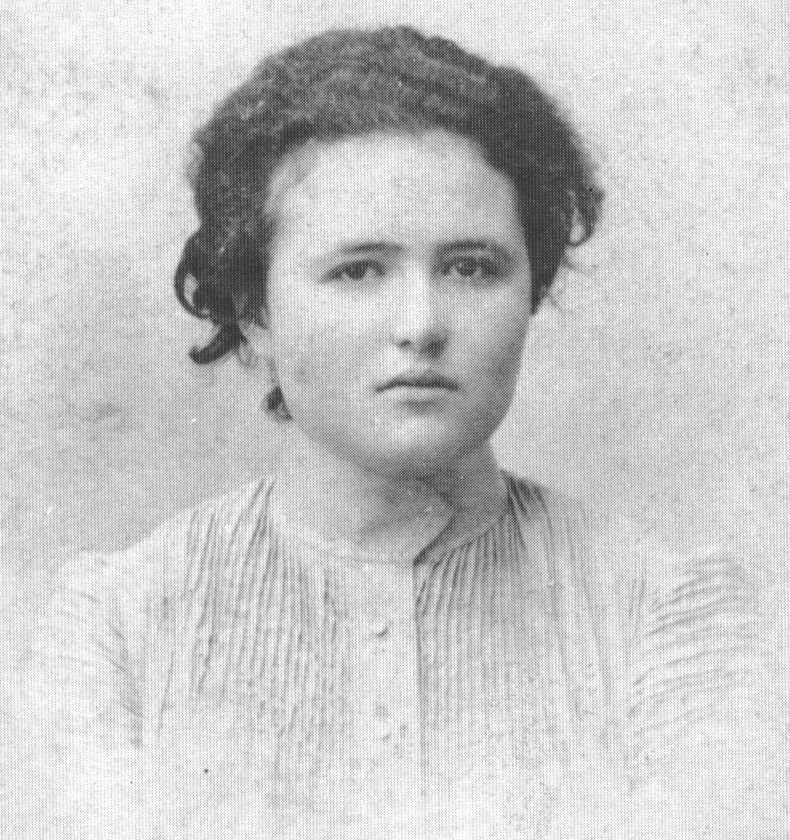
Nadia Borochov, Nova Iorque, 1903

Ber Borochov nasceu em 3 de julho de 1881 na cidade de Zolotonosha, na região de Poltava do Império Russo, na zona de assentamento judeu na Rússia (desde 1991 na Ucrânia). Seu pai, Moshe Aharon, que era um professor de hebraico e Hovev Zion [es] (Um amante de Sião), tentou estabelecer uma escola na cidade, mas sem sucesso. Dois meses após o nascimento de Ber, 'Bória' como era chamado em sua família, a família mudou-se para a capital da província Poltava, onde Bória cresceu e frequentou uma escola geral, enquanto seu pai se envolveu secretamente em atividades sionistas por ser um professor que estava diretamente subordinado às autoridades educacionais, e tinha que ser um homem politicamente confiável e, portanto, um oponente ao levantamento de movimentos sobre a ordem existente.
Bória foi considerado um prodígio de Poltava, e o pai investiu nos estudos de seu filho, que antes de seus exames não deveria ter que ler os livros didáticos, e sabia sânscrito, latim, grego, francês, alemão e álgebra. O pai se certificou de que Bória aprenderia iídiche que era a língua da fala, aprenderia hebraico como a língua de instrução em sala onde estudou Chumash, e estudaria língua russa para prepará-lo para os estudos no ginásio. Aos oito anos, Bória começou a estudar Talmud, e quando foi admitido no ginásio se interessou por estudar ciências, filosofia e história. Influenciado pelos estudos judaicos, Bória deixou sua casa aos nove anos e caminhou em direção à Terra de Israel, até que seus amigos da família o encontraram e o devolveram para sua casa. Bória repetiu essa experiência aos dezesseis anos.
Devido à sua visão de mundo socialista, Borochov ingressou no Partido Operário Social-Democrata Russo (POSDR ou РСДРП (RSDRP)) em 1900 enquanto ainda estudava na faculdade. Ele não foi aceito para estudar em uma universidade russa por causa de seu judaísmo. Ao contrário da maioria dos radicais judeus de seu tempo, ele nunca estudou em uma Yeshivá. Enquanto assimilado à cultura geral, ele sentiu o antissemitismo e isso o empurrou para o sionismo.
Nos anos 1900-1901, enquanto estava em Ekaterinoslav (Dnipro), atuou como palestrante em círculos de trabalhadores e estudantes, mas a atitude do partido russo para o problema judaico não o tranquilizou. Borochov visava uma fusão de socialismo e sionismo. De acordo com seu depoimento, ele fundou com Shimon Dubin (Shimoni) uma das primeiras associações de 'Sionistas Socialistas Poale Zion' (Partido Poale Zion), da qual participaram cerca de uma centena de membros.
No primeiro ano de existência do partido, além de seu objetivo de ajudar a proteger os direitos do trabalhador judeu, o partido em Ekaterinoslav organizou uma tropa judaica para autodefesa contra motins e pogroms, que entraram em confronto com gangues de desordeiros. Borochov foi expulso do Partido Social-Democrata Russo por suas opiniões sionistas.

Em 1902, Nadia, irmã de Borochov, imigrou para Nova Iorque nos Estados Unidos, e escreveu cartas para seus pais sob o sobrenome Borough por causa do Okhrana, o czar polícia secreta , que se seguiu a Borochov. Sua viúva Lyuba Borochov escreveu sobre isso: 
| “ | Dificilmente há uma família em Poltava que não tenha enviado um de seus filhos ou filhas para a América. Há famílias inteiras que emigram para os Estados Unidos. | ” |

Após os Pogrom de Quixineve em abril de 1903, os pais de Borochov e seus outros irmãos também imigraram para Nova Iorque em agosto de 1903, exceto dois irmãos que ficaram com Borochov. Em abril de 1904, os dois irmãos restantes também imigraram para Nova Iorque, e Borochov permaneceu na Rússia por razões ideológicas e ideológicas-práticas.
Após as decisões do Sexto Congresso Sionista [en] que foram feitas em agosto de 1903 sobre o Plano de Uganda [es] elaborado por Theodor Herzl, Borochov publicou um artigo em março de 1904 para defender o sionismo original.
Em setembro de 1904 ele se juntou ao  Menachem Ussishkin como comentarista sionista, e viajou na área do assentamento judaico e na Polônia para lidar com territorialistas [es]. Borochov se opôs à solução de Uganda, porque achava que era muito difícil para os judeus e acreditava que eles não poderiam ficar na Europa. Devido a isso, Borochov apoiou o assentamento dos judeus em Terra de Israel, que era um país semidesenvolvido.
Durante este período, Borochov escreveu seus artigos "A Questão da Teoria Sionista" e "A Questão de Sião e Território". O artigo "Sobre a Questão de Sião e Território" reflete bem a autoconfiança de Borochov durante sua associação com Ussishkin e o grupo Sionistas de Sião [he], e seu ponto principal foi a mobilização da elite intelectual-idealista da juventude judaica para iniciar o projeto de assentamento judaico na Terra de Israel.

Em 18 de julho de 1904, Borochov foi preso pela primeira vez pelo Okhrana por suspeita de atividade social-democrata. Quando Borochov foi preso, ele foi transferido para Ekaterinoslav e seu interrogatório começou em 20 de julho. Em 22 de julho, o chefe da gendarmaria administração assinou a ficha de investigação. Borochov foi devolvido de Ekaterinoslav para Poltava em 5 de agosto de 1904, e foi lançado lá no mesmo dia ou no dia seguinte, com o motivo da liberação: "A investigação foi cancelada". Após a libertação de Borochov, ele escreveu para seus pais em 7 de agosto de 1904, e desculpou sua falha em escrever antes dizendo que ele havia caído e torcido a palma da mão direita, mas mais adiante nesta carta, Borochov escreveu a seus pais: 
| “ | Se não estou escrevendo, é por causa do curso normal e rotineiro da vida em Poltava, que você conhece bem mesmo sem minha carta; foi chato para você ler essas descrições da vida, e é ainda mais chato para mim escrever sobre isso. | ” |

Uma frase depois disso, Borochov negou rumores sobre sua prisão, mas em sua carta a seus pais de janeiro de 1907, no final de sua segunda prisão, Borochov também mencionou sua primeira prisão com estas palavras: 
| “ | O material marcou 1 foi coletado e registrado por mim de maio de 1902 a julho de 1904 – ou seja, até minha primeira prisão na prisão. | ” |

A participação de Borochov no Sétimo Congresso Sionista em 1905 o levou a Basileia como delegado dos sionistas de Poltava. Perto da abertura do Congresso, Borochov esteve envolvido nos processos secretos de organização dos sionistas, que visavam garantir sua vitória no Congresso sobre a rejeição do Plano de Uganda. Borochov recebeu a missão de garantir a lealdade do  Poale Zion a Ussishkin, os sionistas e sua linha política no Congresso. Essa atividade visava frustrar a influência dos Vozrojdenies (Возрожде́ние, Renascimento), que eram membros de um grupo ideológico formado entre os intelectuais de Poale Zion pelo pano de fundo da crise de Uganda, e viam uma chance de territorialização judaica [en] na luta por uma autonomia pessoal em estados multinacionais.
No final do congresso, Borochov não retornou à Rússia, mas mudou-se para estudos acadêmicos em Berlim com Lyuba, com quem se casou antes do sétimo congresso. Junto com os estudos de Borochov, Ussishkin planejava adicioná-lo ao limitado Comitê Executivo Sionista em Berlim, mas esse plano não entrou em vigor. Em Berlim, Borochov escreveu seu ensaio sobre "Os momentos de classe da questão nacional", ensaio que foi aceito como um dos bens inalienáveis do pensamento trabalhista-sionista de Borochov, e destacou o domínio dos contrastes nacionais (entre nações) sobre os contrastes de classes (entre os trabalhadores e burgueses).
De Berlim, Borochov retornou ao Poale Zion na Rússia devido à Revolução Russa de 1905, que criou uma nova dimensão para as esperanças democráticas e deu credibilidade aos programas social-democratas, juntamente com a ascensão do proletariado judeu. Sua força única como nação, sua consciência social e sua sofisticação ideológica, qualificaram o proletariado judeu para cumprir funções importantes nos próximos processos de mudança. Também Lyuba escreveu sobre isso:
| “ | "Com o ano de 1906 começam os preparativos para a conferência de fundação do Poale Zion em Poltava. Quase todo o trabalho de preparação técnica é feito por Bória." | ” |

No final da conferência, Borochov publicou a edição russa de Poale Zion, 'A Crônica dos Trabalhadores Judeus', em que 'Nossa Plataforma' foi publicado.
A segunda prisão de Borochov foi feita durante a dispersão de Duma Estatal do Império Russo da 1.ª convocação (a primeira Duma [ru]) no início de julho de 1906. A Okhrana descobriu um esconderijo de armas para autodefesa de Poale Zion no quintal da casa de Yitzhak Ben-Zvi, um estudante de Borochov. Ben-Zvi não estava na cidade naquele momento, e a polícia prendeu seus pais, seu irmão mais novo Aharon [de], e sua irmã Shulamit. Os pais e o irmão foram condenados ao exílio na Sibéria. Após a descoberta da arma, a Okhrana também fez uma busca no sistema de jornais e prendeu Borochov e o secretário editorial Bória ("O pequeno") Riapchinski em 22 de julho de 1906. Eles foram mantidos na prisão até 31 de dezembro de 1906. Borochov também deu palestras na prisão para os prisioneiros, judeus e não-judeus. Aos judeus, em filosofia, fé, Moisés e Talmude. Aos trabalhadores, Borochov deu palestras sobre os problemas da economia política, para os camponeses — sobre os problemas da terra e a questão agrária, e também sobre o Jesus Cristão e os Evangelho. Após essas palestras, o nome de Borochov era conhecido também entre os camponeses ucranianos em suas aldeias.
No partido Poale Zion, havia o medo de que Borochov também enfrentasse uma punição pesada, como a família Ben-Zvi. Ben-Zvi e outros membros fizeram grandes esforços para levantar a quantia necessária para libertar Borochov sob fiança até seu julgamento, principalmente dos Estados Unidos, e Lyuba chegou à prisão com o dinheiro para tirá-lo. Quando Borochov foi libertado da prisão, seu dedo estava doente por escrever os esboços da "Ética Proletária" (que não foi publicada no final) e foi envolto em algodão depois que seu dedo foi operado na prisão. Borochov e Lyuba saíram da prisão para a casa dos pais dela, jantaram e depois deixaram Poltava secretamente para Minsk em janeiro de 1907 com documentos que não eram deles, e de lá para Vilnius.
Em meados de 1907, Borochov foi para Galícia participar como representante de Poale Zion no a segunda conferência de pleno direito do partido russo Poale Zion realizada em Cracóvia [he] de 2 a 11 de agosto de 1907. De lá, Borochov viajou para o Oitavo Congresso Sionista em Haia, e para a conferência de fundação da 'Aliança Mundial dos Partidos dos Poale Zion'. Seu objetivo era estabelecer um assentamento prático de trabalhadores judeus na terra de Israel sob a aliança global de Poale Zion, que seria liderada pelo partido judeu russo de Poale Zion. O congresso foi realizado alternadamente entre os dias 14 e 20 de agosto, e representou as filiais da Poale Zion ao redor do mundo. Nesta conferência, Borochov foi eleito chefe do escritório central em Viena, cargo que ocupou até sua morte, mas não retornou à Rússia devido ao medo de sua prisão. Após o oitavo Congresso em Haia, os sionistas russos se retiraram da Organização Sionista Mundial, devido a divergências de opinião entre sionismo prático [en] e sionismo político [en]. O partido Poale Zion confiou a Borochov a reformulação da 'plataforma' de acordo com a plataforma partidária atualizada aprovada na conferência de Cracóvia, mas Borochov mudou-se para Liège na Bélgica, porque as condições de vida ali lhe pareciam melhores do que em uma cidade grande. No verão de 1909 Lyuba retornou temporariamente a Poltava, e Borochov permaneceu em Liège até setembro de 1909, quando o partido pediu a Borochov que se mudasse para Viena. Borochov participou da conferência do Partido dos Trabalhadores de Zion da Rússia, realizada em Viena, em setembro de 1909, e fez uma palestra programática sobre as lições da revolução de 1905.
Nos anos seguintes, Borochov dedicou sua energia para fortalecer a Aliança Mundial de Poale Zion, e em 1909–1914 editou o boletim do partido que apareceu em Viena. Borochov mostrou um interesse especial nas atividades dos trabalhadores sionistas na Terra de Israel, simpatizou com sua aspiração de se tornarem membros de uma fazenda Cooperativismo, e foi um dos fundadores e diretores do 'Fundo de Trabalhadores da Terra de Israel [he]', que pertencia à Aliança Mundial de Poale Zion. Durante 1910, uma proposta de que Borochov imigraria para a Terra de Israel e integraria o Unidade [he] sistema foi discutido, mas este plano não se concretizou devido ao medo de Borochov que sua partida iria acabar com seus estudos em filosofia e economia judaica, devido à falta de bibliotecas na Terra de Israel, e também devido à atitude de Borochov que era a favor da separação do Congresso Sionista. Em julho de 1910, Lyuba se juntou a Borochov, e eles decidiram juntos adiar sua viagem a Israel devido aos estudos de Liuba na Universidade de Viena.
Com a eclosão da Primeira Guerra Mundial na Europa em 1 de agosto de 1914, Borochov foi forçado a se mudar para Milão na Itália, depois que um policial austríaco disse a Borochov: "O mundo enlouqueceu", e explicou a Borochov que ele não teria permissão para continuar suas relações com outros países de Viena e que seria proibido de enviar quaisquer cartas e artigos. Em 16 de novembro de 1914, Borochov partiu com sua esposa e filha de Gênova, e em 1 de dezembro de 1914, ele chegou a Nova Iorque, onde viveu no distrito o Bronx e depois em Brooklyn até a eclosão da revolução na Rússia. Com a eclosão da revolução de Fevereiro em 1917, Borochov retornou à Rússia para formular as demandas dos judeus para o período após a revolução e para unir as várias tendências entre os membros do partido Poale Zion.
Imediatamente após a revolução de Outubro, em dezembro de 1917, durante uma turnê em nome de Poale Zion, Borochov morreu em Kiev de pneumonia, aos 36 anos.

## Ideias
Borochov foi um teórico que influenciou muito o movimento trabalhista sionista. Seus ensinamentos, chamados Borochovism, foram baseados em uma combinação de Sionismo com socialismo Marxista. Uma das ideias básicas de Borochov era a ideia da pirâmide invertida: estabelecimento de judeus na diáspora em profissões não produtivas, ao lado de sua concentração nas comunidades, enquanto a participação de judeus em profissões produtivas era a menor, em relação ao resto da população. Essa pequena parte foi resultado da competição nacional com os judeus. Como resultado, alienação foi criada pelo entorno em relação aos judeus, que continha um desastre intrínseco. Essa alienação e "o padrão geral do dinamismo judaico" requer uma maciça imigração de judeus para a Terra de Israel, o que leva a uma imigração "elementar" (estíquica) espontânea, esmagadora e sempre crescente para Israel, o que é adequado economicamente e em termos de desenvolvimento para a população imigrante judia.
Em 1902, Borochov escreveu um ensaio "Sobre a natureza da mente judaica". Borochov baseou-se nos filósofos Richard Avenarius (1843–1896), Ernst Mach (1838–1916) e Alexander Bogdanov (1873–1928, de 1908 um oponente de Lenin) quando escreveu que o intelecto do judeu se esforça pelo absoluto Monismo, da palavra "mono" — único. Essa tendência se expressa no monoteísmo religioso de Moisés, no pensamento filosófico de Maimônides e Salomão ibne Gabirol, e nos tempos modernos Baruch Espinoza tentou formular uma filosofia monista estrita. De acordo com Borochov, os judeus não olham para a realidade com olhos objetivos, mas estabelecem um ideal como meta e dobram a realidade para cumprir esse ideal. O pensamento judaico se destaca em sua unidade de estrutura, consistência surpreendente e falta de capacidade de compromisso. De acordo com Borochov, em contraste com filosofia da Grécia Antiga, o espírito judaico não se relaciona com o mundo como ele é e não aceita uma prova direta, mas se relaciona com o mundo como deveria ser: monismo subjetivo. De acordo com Borochov, é ab absurdo. O gênio judeu [he] se esforça para impor sua visão na realidade histórica pela força de sua vontade. Isso tem duas consequências para o caráter judaico: a primeira implicação é a tendência "talmúdica" ao pilpul [it] lógico, cujo objetivo é conciliar a realidade factual com as expectativas da visão, e a segunda implicação é o desejo de provar a veracidade da visão realizando-a na prática, pela força de vontade idealista e pela disposição dos indivíduos de se sacrificarem pelo bem de seu povo. A desaprovação de Borochov ao monismo era clara, embora não fosse declarada explicitamente. Borochov tratou o monismo como uma fonte paralisante que deve ser superada para salvar a nação do destino do exílio. A nação tem que ver a realidade histórica que destaca os fatores ameaçadores e lidar com isso. Contudo, como um verdadeiro judeu, Borochov identificou-se com o ideal que luta pelo estabelecimento da Halachá e sua realização na realidade, e aceitou o dever de provar sua reivindicação idealista com suas ações. Em uma entrevista com o professor Eliezer Schweid [en] da Universidade Hebraica de Jerusalém que foi conduzida por Yad Vashem no inverno de 2009, Schweid disse que Para os judeus ultraortodoxos, o Holocausto aconteceu porque Deus o fez, depois que os judeus pecaram. Os maiores pecadores foram os sionistas, que infiéis à crença, e seu crime causou o Holocausto.
Borochov viu a Terra de Israel como uma terra virgem em termos de classe, e um lugar onde uma sociedade justa e igualitária de trabalhadores produtivos poderia ser construída, pelo modelo do socialismo utópico, sem passar pela fase da revolução. Essa ideia, que foi chamada de "socialismo construtivo" (socialismo com ênfase no estado), foi adotada pelo aluno de Borochov, David Ben-Gurion.

## Epílogo
Nos últimos anos de sua vida houve uma mudança nas opiniões de Borochov. Ele viu de forma positiva a aspiração pela Terra de Israel devido às conexões históricas e espirituais, e não apenas por ser uma possível base para a criação de um proletariado judeu independente. Ao fazê-lo, Borochov abandonou parte de suas posições marxistas, quando viu a colonização da Terra de Israel como um processo baseado em processos históricos e nacionais, e não precisamente em processos de classe.
Borochov apoiou a ideia do assentamento cooperativo dos trabalhadores na Terra de Israel, embora ao fazê-lo, os trabalhadores se tornariam "proprietários" de uma forma que poderia prejudicar o a luta interclasses. Ele parou de usar o termo "Palestina" e passou a falar sobre "a Terra de Israel". Em vez de confiar na "imigração elementar", ele passou a apoiar a "aliá pioneira". Ele até apoiou a reintegração do partido Poale Zion na Histadrut sionista, após a retirada do partido da Histadrut em 1907 e o estabelecimento da Aliança Mundial de Poale Zion.
Borochov também reconheceu a possibilidade de um estabelecimento judaico autônomo na diáspora como uma versão do Bund, após observar atentamente o poder dos judeus nos Estados Unidos. Borochov soube que a imigração judaica para os Estados Unidos não sofria de competição e repressão e, portanto, a virada maciça dos surtos de imigração judaica para a Terra de Israel não ocorre. Além disso, a imigração para os Estados Unidos esgota todo o potencial da imigração judaica, e é ainda mais do que isso, devido às posições que os judeus obtiveram nos Estados Unidos.
Borochov ficou impressionado com a persistente luta pelos direitos nacionais e autonomia pessoal dos judeus da Galiza, e apoiou a decisão da Conferência de Chernowitz [he] (1908), que declarou que o iídiche era a língua nacional dos judeus e que tudo tinha que ser feito para normalizar a língua iídiche. De fevereiro de 1911 a junho de 1917, Borochov dedicou-se à linguística e a uma profunda pesquisa da língua iídiche, fazendo conexões com Shmuel Niger [en] e com o grupo intelectual-ideológico que o cercava. Com a nomeação do Níger como editor do jornal 'De Yidishe Welt', que não era um jornal sionista, Borochov começou a participar do jornal regularmente e compilou um livro de gramática iídiche que ainda está em uso hoje. Em 1913, Borochov publicou um trabalho abrangente sobre os fundamentos linguísticos do iídiche, e escreveu sobre a língua iídiche na enciclopédia judaico-russa. A preocupação de Borochov com o iídiche versus o hebraico representava mais do que tudo o confronto entre os Sionistas e o Bund.
As novas ideias de Borochov e seu acordo para fortalecer a autonomia judaica na diáspora o distanciaram dos "porteiros" ideológicos do partido Poale Zion na Rússia, que clamavam para "salvar o Borochovismo de Borochov".

A primeira escrita de Borochov sobre o Borochovismo foi em setembro de 1917, para Lyuba: 
| “ | "Não há necessidade de convidar Zhitlowsky [en]. Ele não ficará conosco, mas irá imediatamente para o Partido Socialista Judaico Unido [en]. Nosso povo são borochovistos ardentos, e Jitlowski ficaria entediado conosco. Ele não vai gostar de se declarar meu "aluno". | ” |

Por outro lado, no final o movimento trabalhista israelita foi mais influenciado pelo socialismo construtivo de Nachman Syrkin [es], que foi adotado por Ben-Gurion, do que pelo socialismo marxista de Borochov. A importante contribuição de Borochov foi que suas ideias permitiram que muitos dos jovens judeus sionistas, que se identificavam com os princípios da Torá marxista, combinassem o sionismo com o marxismo.
Em 3 de abril de 1917, Borochov escreveu que a revolução na Rússia "ainda era uma criança trêmula". Apenas no início de maio de 1917, as informações reais sobre a revolução na Rússia começaram a chegar a Nova Iorque.
Em 22 de junho de 1917, um baile de despedida intrapartidário foi realizado no Clinton Hall em Nova York para Borochov, Ya'akov Zerubavel [en] e Alexander Cheshin (que era Zvi Averbuch). Todos os membros do partido em Nova York foram convidados para o baile. Em 23 de junho de 1917, Borochov e sua família navegaram para a Rússia no SS Bergensfjord [en], e Zerubavel viajou com ele. Em 6 de julho, o navio atracou em Bergen e seus passageiros percorreram a cidade. Borochov e Lyuba não faltou uma visita na casa do Henrik Ibsen. No dia 7 do mês, o grupo desembarcou conforme planejado em Christiania, viajou de trem para Estocolmo e chegou lá no mesmo dia à noite. Em Estocolmo, eles foram recebidos por Mordechai (Marc) Jarblum e Leon Chasanowitsch (Katriel) do partido Poale Zion. Chasanowitsch, do bureau do partido Poale Zion, organizou conversações entre uma delegação de Poale Zion e o Comitê Holandês-Escandinavo dos partidos socialistas holandeses e escandinavos, para apresentar o problema judaico, e pediu a Borochov que ficasse em Estocolmo para que Shlomo Kaplanski também estaria nesta delegação. Foi um declínio no status de Borochov, juntamente com controvérsias de Borochov sobre Lyuba, que teve que dar à luz (o filho David nasceu em 1 de agosto de 1917).

Em Estocolmo também havia muitos representantes dos órgãos revolucionários de esquerda, com os quais Borochov poderia entrar em contato e aprender sobre a situação real na Rússia. Durante sua estada em Estocolmo, Borochov não escreveu um único artigo. Suas cartas daquele período não foram preservadas, exceto uma carta para Lyuba, que foi enviada em 29 de julho de 1917, quando ele tentou chegar à Rússia pela primeira vez, e foi detido na fronteira. O atraso foi causado pela proibição de Petrogrado de estrangeiros e exilados políticos entrarem na Rússia, e valeu até 15 de agosto de 1917, em razão das crise de Julho entre o Governo Provisório Russo e entre o Partido Comunista da União Soviética. Borochov escreveu a Lyuba: 
| “ | O governo provisório envolve em expor um ninho de vespas da propaganda de Zimmerwald, Bolchevique, absurda e Guilhermist. | ” |

 Anteriormente, em 16 de julho de 1917, o Partido Russo de Poale Zion enviou um telegrama de Moscovo para Borochov em Estocolmo, pedindo a Borochov, chefe do Bureau da Aliança Mundial, que representasse o partido na conferência adicional de Zimmerwald em Estocolmo, como Chasanowitsch escreveu a Kaplanski em 24 de julho de 1917. Borochov respondeu a este telegrama que ele não iria a esta conferência sob nenhuma circunstância, e que ele não iria para a Rússia se ele sabia que o partido na Rússia aderiu ao ponto de vista de Zimmerwald. Além disso, Nahum Nir [en], um membro do partido na Rússia, teve uma disputa com Pinhas Rutenberg [en], um membro fiel de Alexander Kerenski, o primeiro-ministro provisório russo. Nir queria uma imigração livre para Israel ('territorialização econômica' baseada no sionismo prático), e Rothenberg queria estabelecer inicialmente uma república em Israel ('territorialização política' baseada no sionismo político). Borochov adotou os dois métodos já em 1914, às vésperas de sua viagem aos Estados Unidos, e defendeu uma perspectiva de mão dupla para o futuro nacional do povo judeu: um caminho de autonomia pessoal extraterritorial ao lado de um caminho de autonomia territorial na Terra de Israel. Segundo Borochov, a autonomia pessoal na diáspora era considerada próxima e tópica, e a autonomia territorial na Terra de Israel seria um suporte para a estabilidade e persistência do estabelecimento judaico autônomo na diáspora.
Com a ajuda de Rutenberg, que estava em Estocolmo no início de agosto de 1917, Borochov recebeu uma permissão de Kerenski para entrar na Rússia. Borochov recebeu um empréstimo de longo prazo para garantir a existência de Lyuba de Moshe Tarshish, o secretário da Federação Sionista Escandinava, e partiu em 30 de agosto de 1917 para a conferência do partido convocada em 8 de setembro de 1917. Em 2 de setembro de 1917, Borochov voltou a pisar solo russo e, em 10 de setembro, foi recebido na estação de trem de Kiev por Ze'ev Abramovich [he]. Após o término da conferência em Kiev, Borochov foi a Poltava para se encontrar com os membros da família de Lyuba e passar Rosh Hashaná 5678 [fr] com eles em 17 e 18 de setembro de 1917. Em 19 de setembro, Borochov retornou a Kiev, para a Conferência do Povo Ucraniano, que se reuniu de 21 a 27 de setembro, e pretendia formular os povos minoritários e fortalecer os ucranianos contra o governo provisório russo em Petrogrado. Borochov formulou a seção judaica nas negociações na Conferência das Nações, em cooperação com Nahum Syrkin e Joseph Schechtman [en]. Na Conferência das Nações, Borochov apoiou os ucranianos, concentrando-se no socialismo nacional, exigindo igualdade para todos os povos da Rússia, incluindo os judeus, e resolvendo as dificuldades nacionais dos povos da Rússia, incluindo os judeus. Os líderes do partido Poale Zion na Rússia, Nir, Abramovich e Avraham Shlimovich (Revutski), não aceitaram essa conduta de Borochov. O partido formou um mito ideológico em torno de Borochov, que correspondia à sua ideologia, e esse mito não coincidia com o Borochov vivo. O mito prevaleceu entre as pessoas comuns, e despedaçá-lo parecia perigoso para o partido, principalmente porque o poder do partido sobre o público judeu na Rússia ainda estava solto contra o Bund, e precisava da lenda de Borochov como um elixir. A solução adotada pelo partido não foi detalhar as aparições de Borochov na Conferência das Nações, embora as decisões da própria conferência fossem publicadas pelo partido. O partido também relatou o membro do partido Noah Barou [en] como representante do partido na convenção democrática iniciada pelo Governo Provisório Russo em Petrogrado em 27 de setembro de 1917, na tentativa de resolver as demandas que foram levantadas na Conferência dos povos, quando Borochov foi relatado pelo partido como representante da própria Conferência dos povos. Assim Yebreyskaya, o jornal do partido, publicou a declaração de Barou na convenção democrática, mas as palavras de Borochov não mereciam ser mencionadas. Depois, Nir também escreveu que o conteúdo das palavras de Borochov na convenção democrática de fato não estava no espírito do partido, repetiu e apresentou Barou como representante do partido e Borochov como um dos cinco membros da delegação da Conferência dos povos. Em setembro de 1917, o Partido Poale Zion na Rússia apoiou o Parlamento de toda a Rússia em Petrogrado em tudo o que estava relacionado ao direito à autonomia ou à soberania parcial das nações minoritárias. Ao fazê-lo, opôs-se ao princípio que Borochov desenvolveu na Conferência dos povos de Kiev e o expressou na convenção democrática de Petrogrado. No último trimestre de 1917, a rixa entre Borochov e o partido na Rússia se aprofundou. O partido escondeu alguns dos documentos de Borochov, incluindo as respostas de Borochov à Declaração de Balfour e à tomada do poder bolchevique em Petrogrado. Borochov apoiou a Declaração Balfour e ficou indignado com a Revolução Bolchevique, que lhe parecia uma loucura, enquanto o partido abominava a Declaração Balfour e apoiava a Revolução Bolchevique.
Existem ambiguidades em torno da época em que Borochov adoeceu, que foi no início ou em meados de novembro de 1917. Sua última atividade foi em novembro de 1917 com os ucranianos, após a conferência das nações da qual participou no final de setembro de 1917. Graças a esta atividade, os ucranianos quiseram nomear Borochov como Secretário do Trabalho (Ministro do Trabalho) em seu nome no Governo Provisório de Petrogrado. Foi o primeiro ministro judeu no governo russo. O partido Poale Zion não cooperou com a política de Borochov, que se concentrou nas questões judaico-ucranianas e apoiou uma política judaica ativa que seria identificada com os interesses nacionais ucranianos de longo prazo. O rift também se manifestou no fato de que Lyuba recebeu uma mensagem sobre Borochov um dia antes de sua morte. Por outro lado, Mintz levantou a hipótese de que Borochov não queria fazer com que Lyuba parasse de cuidar de David, que tinha três meses de idade, e cuidasse de Borochov em sua doença em vez de criar David. Lyuba ficou muito chateada com isso, e David disse que Lyuba viveu sua vida com a sensação de que a partido trouxe o fim de Borochov.

Zerubavel descreveu no jornal Al HaMishmar [en] seus encontros com Lyuba e  Shoshana em Estocolmo, as cartas de Borochov que diminuíram e não auguravam nada de bom, e a entrada de Zerubavel em Petrogrado em 18 de dezembro de 1917, onde soldados e bêbados se revoltaram. Os soldados quebravam as garrafas nas lojas de vinho e os bêbados lambiam o vinho da calçada. Zerubavel escreveu no jornal diário também sobre um telegrama que recebeu de Nir, que morava em Petrogrado. Nir escreveu para ele: "Borochov morreu ontem". Quando Zerubavel recebeu o telegrama, estava em Petrogrado, onde lhe fora proibido entrar quando morava na área do assentamento judaico, e caminhava ao ar livre na área dos reis da Rússia. Com o telegrama Zerubavel foi para Moscovo, e de lá de trem de carga para Kiev, para participar do Shivá em Borochov. O salão estava lotado e Zerubavel elogiou Borochov na frente da platéia. Zerubavel escreveu: 
| “ | O que se espera para nós, o partido, quando seu cérebro é retirado precisamente neste momento sério e responsável? Por que o destino se tornou amargo para o Poale Zion, e nos dias de uma grande felicidade, que será revelada aos trabalhadores de todas as nações, derrama para nós, trabalhadores da nação judaica, um cálice cheio de tristeza e amargura?! | ” |

Após a morte de Borochov, Ben-Zvi foi para Nova Iorque para informar os pais de Borochov. Em 25 de setembro de 1918, Lyuba retornou aos Estados Unidos com seus dois filhos, quando David tinha um ano de idade, Shoshana tinha cinco anos e Lyuba tinha 36 anos.

## Imortalização

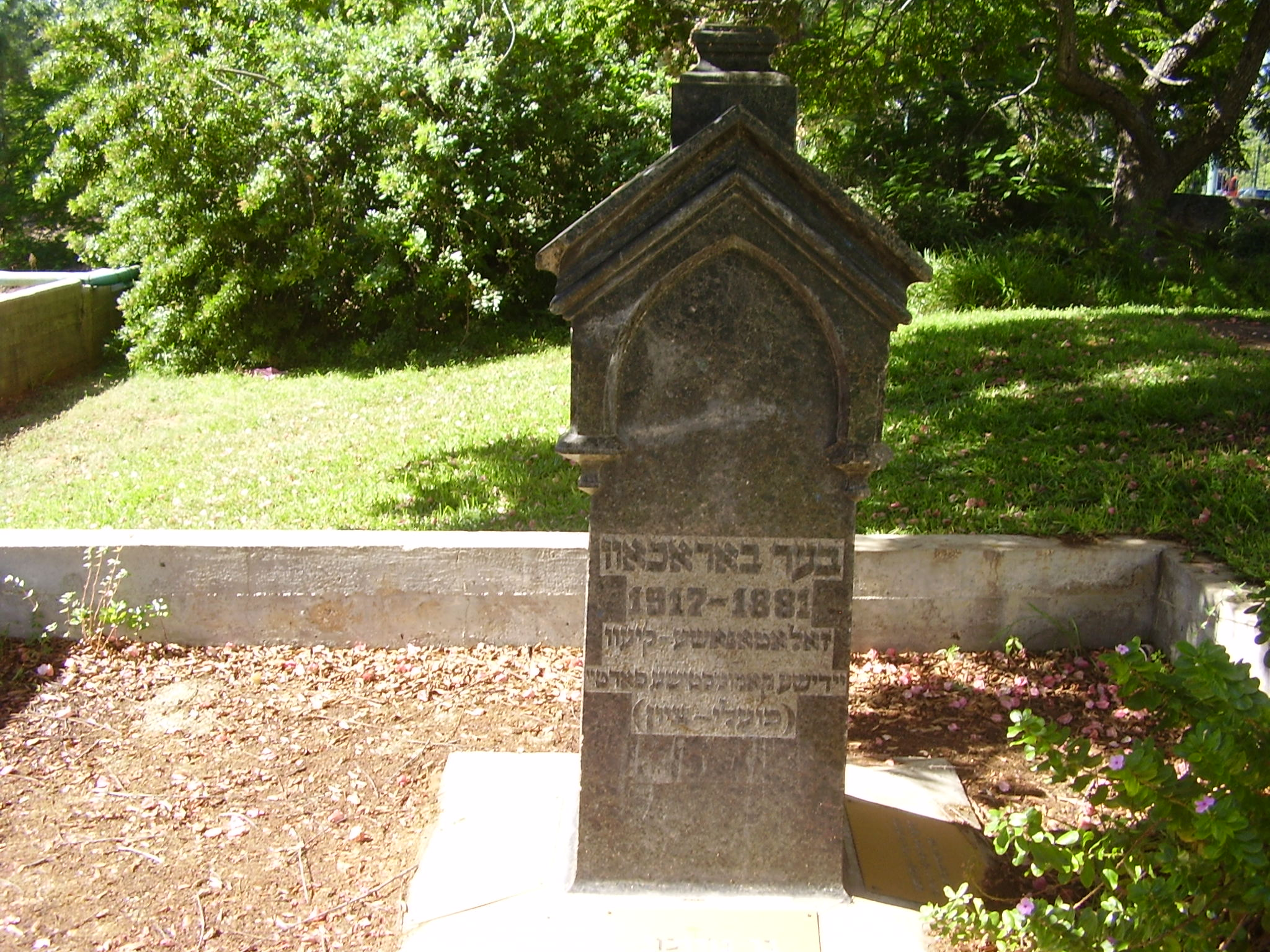
Vista do leste na parte frontal da lápide original de Ber Borochov em en, 2011

Na primavera de 1963, os ossos de Borochov foram trazidos para Israel e enterrados em 3 de abril de 1963 no Cemitério Kinneret no Kibutz Kinneret, ao lado de outras personalidades adicionais dos líderes do Movimento Trabalhista [he], incluindo Berl Katznelson [es], Nachman Syrkin [es] e Moses Hess. A lápide original foi movida de Kiev para o Seminário de Ef'al [he] que estava em Ramat Ef'al [en].
Em Givatayim, uma rua, um bairro, uma escola primária e um centro de trabalho juvenil recebem o nome de Borochov desde década de 1920. A rua Borochov é a rua principal do bairro Borochov [he] (o primeiro bairro operário da Terra de Israel), onde estão a escola Borochov, a primeira escola da cidade, e o ninho Borochov, o veterano dos ninhos do movimento [es] a juventude trabalhadora [he].
Ruas com o nome de Borochov são encontradas nas cidades de Haifa, Tel Aviv, Jerusalém, Qiryat Atta, Qiryat Yam, Qiryat Tiv'on [es], Afula, Nahariya, Hadera, Netanya, Herzliya, Ra'anana, Kfar Saba, Petah Tikva, Bene Beraq, Ramat Gan, Ramla, Holon, Bat Yam, Rishon LeZion, Rehovot, Asdode, Ascalão and Bersebá.
Um centro cultural foi construído em sua memória no Kibutz Mishmar HaNegev [en], membros de sua família foram convidados para a cerimônia de lançamento da pedra fundamental e dezenas de telegramas de congratulações vieram de instituições e figuras públicas no dia da cerimônia.
Galeria
- Aviso de obituário sobre a morte de Ber Borochov, jornal "Últimas notícias", 6 de dezembro de 1917 (o Calendário juliano), Kiev
- Membros da delegação do caixão de Borochov, da esquerda para a direita: Raphael Mahler [en], Zalman Shazar, David Borochov e Ya'akov Zerubavel [en] com Yosef Tekoah [en], embaixador de Israel na União Soviética. Roma 1963
- O túmulo de Ber Borochov e sua esposa Lyuba no Cemitério Kinneret, 2016
- Estátua de Borochov de Mordehai Kafri em frente à Casa Cultural do Kibutz Mishmar HaNegev [en], chamada Beit Borochov (Casa Borochov), 2016

## Família
Borochov deixou para trás sua esposa, Lyuba, e seus dois filhos, Shoshana e David, que imigraram para a Terra de Israel em 1925 durante o período do Mandato Britânico e viveram em Tel Aviv.
Lyuba cresceu em uma família de rabinos bem estabelecida, estudou na mesma classe na escola em Poltava com o poeta Rachel Bluwstein, e depois estudou línguas com honras na Universidade Estatal de Moscovo. Lyuba era mais jovem que Ber, e o conheceu em uma assembleia sionista como membro de uma família Haskalá que era fechada para Hovevei Zion. Lyuba morreu em 29 de agosto de 1976 e foi enterrada no Cemitério Kinneret, ao lado de seu marido.
Sua filha Shoshana se apaixonou por um detetive britânico, Thomas James Wilkin, e se tornou sua parceira de vida. Em 29 de setembro de 1944, no coração de Jerusalém, o povo de Lehi (Yaakov Banai [en], Yehoshua Cohen [en], David Shomron e Mattityahu Peli) mataram Wilkin atirando nele nas costas como uma vingança pela morte de Abraham Stern [es]. Depois Shoshana conheceu um sobrevivente do Holocausto chamado Arthur Strauss, eles se casaram e tiveram uma filha. Shoshana morreu no final de 2004 e foi sepultada em Metula [es].
Seu filho, David, foi um dos fundadores do kibutz Genesaré, entrou no kibutz em 1937 e se casou em 1938, serviu na Haganá, e na Segunda Guerra Mundial alistado [he] no Exército Britânico. Faleceu em 2001.